# 정치 운동

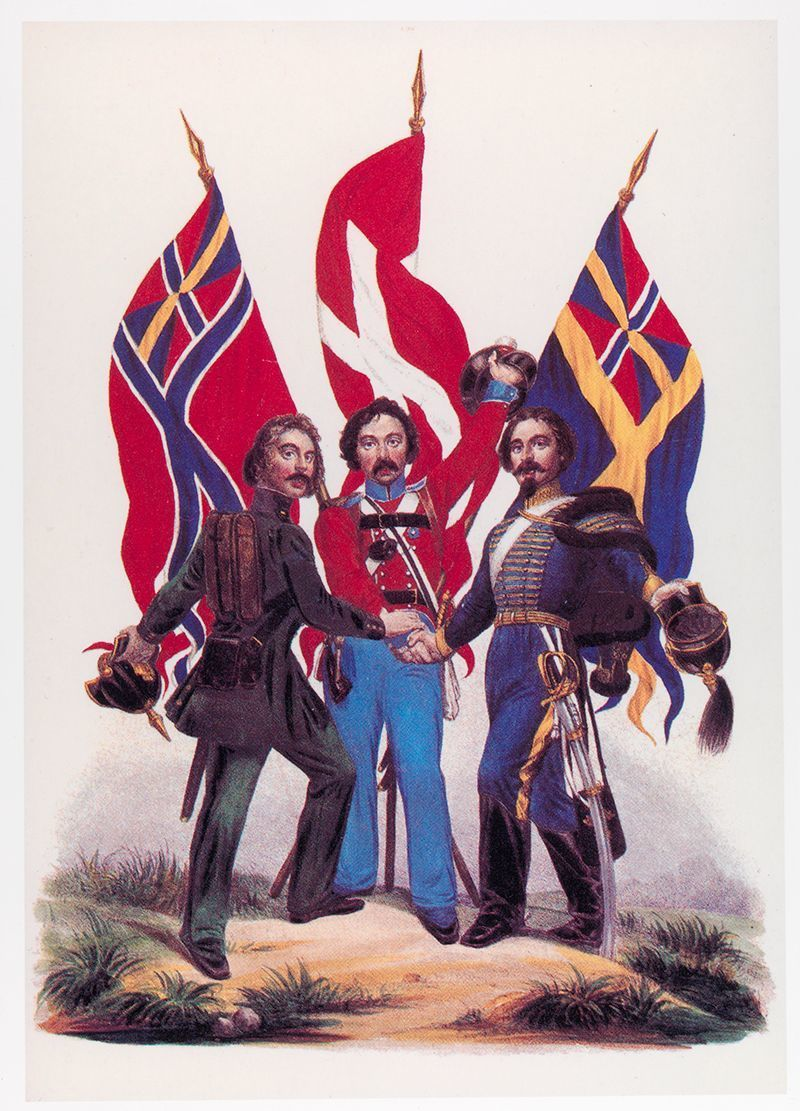
19세기 중반 범스칸디나비아주의 정치 운동

정치 운동(政治運動, political movement)은 정치적인 활동 전부를 포괄하는 개념이다. 어떤 그룹의 사람들이 정치적인 목표로 정부 정책이나 사회를 변화시키려는 집단적 시도를 모두 포함한다. 정치 운동은 일반적으로 현 상태의 요소에 반대하고, 종종 특정 이데올로기와 관련이 있다.

## 같이 보기
- 선거 운동